# Marco Larcio Magno Pompeyo Silón
Marco Larcio Magno Pompeyo Silón (en latín Marcus Larcius Magnus Pompeius Silo) fue un senador romano del siglo I, que desarrolló su carrera bajo Nerón, Vespasiano, Tito y Domiciano.

## Carrera política
Su único cargo conocido fue el de consul suffectus entre septiembre y diciembre de 82, bajo Domiciano. Algunos autores lo han identificado con un tal Pompeyo, delator en época de Domiciano señalado por el poeta Juvenal en una de sus sátiras.